# Сюзанна: Похована заживо
«Сюзанна: Похована заживо» (індонез. Suzzanna: Bernapas dalam Kubur) — індонезійський фільм жахів 2018 року, знятий Роккі Сорайєю та Енггі Умбарою за сценарієм Бене Діона Раджагукгука. Це ремейк фільму 1981 року під назвою «Сунделболонґ» режисера Сісворо Ґаутама Путра та вшанування його зірки, «королеви індонезійських жахів» Сюзанни.

## Сюжет
Навесні 1989 року Сатріа, директор фабрики з виробництва кабелів, і його дружина Сюзанна з нетерпінням чекають первістка. На своєму заводі Сатрія викликає гнів двох своїх робітників, Умара та Йонала, які вимагають підвищення заробітної плати. Коли Сатрія їде у відрядження до Японії, Умар і Йонал змовляються з двома іншими невдоволеними колегами, Дудуном і Джіно, щоб здійснити набіг на будинок Сатрії. Сюзанна, яка пішла в кінотеатр під відкритим небом, повертається серед їхньої крадіжки зі зломом, і коли вони шумлять, вона починає розслідування. У паніці відбиваючись від грабіжників, вона викриває їх, а під час чергової спроби дати відсіч випадково натрапляє на гострий бамбуковий стовп. Вважаючи її мертвою, злочинці починають ховати її, але шоковані, коли виявляють, що вона все ще жива. Не бажаючи потрапити до в'язниці, вони все ж продовжують засипати її могилу, ховаючи її живцем.
Сюзанна прокидається у своєму будинку і з подивом усвідомлює, що перетворилася на Сунделболонга. Коли невдовзі після цього повертається Сатрія, Сюзанна, хоч і розривається від горя, не звертає на нього уваги. Однак слуги врешті-решт дізнаються про її природу, і Сузанна дозволяє їм втекти з маєтку. Прагнучи помститися, Сюзанна починає переслідувати своїх убивць одного за одним, починаючи з Дудуна, якого вона заманює з робітничого гуртожитку на фабрику, щоб обезголовити. Умар, Йонал і Джіно звертаються за послугами дядька-знахаря Джіно Мбах Туру, який заявляє, що, хоча для болонга сандел заборонено вбивати когось безпосередньо, вона може налякати або обманом змусити їх убити себе або один одного. Коли Сюзанна переслідує Йонала, він починає колоти її, але виявляє, що вона обманула його ілюзією, щоб вбити Джіно. Умар, Йонал і Туру розробляють план, щоб зловити її в пастку та вигнати її, зруйнувавши її дім і вбивши чоловіка, оскільки саме її любов до нього тримає її дух на Землі. Почувши сільські плітки про привиди Сюззанни, Сатріа повністю дізнається про стан Сюззанни, коли він читає Коран, а вона кричить від болю, а також коли він знаходить і розкопує її тіло.
Тієї ж ночі Умар і Йонал ведуть натовп селян до будинку і спалюють його. Вони нейтралізуються Сюззанну, встромивши їй у голову крис, а потім заманюють Сатрію в обитель Туру для останнього етапу екзорцизму, стверджуючи, що Сюзанна одержима демоном. Однак, коли Йонал намагається його вбити, Сатрія розуміє, що це справді його дружина, убита цими людьми, і відпускає її. Поки Йонал і Туру тікають до лісу, Сатрія бореться і вбиває Умара, але отримує удар у спину. Сузанна переслідує Туру, засліплює його і змушує пробити голову об загострену гілку дерева, а потім вбиває Йонала, закопуючи його живцем. Особисте вбивство людини розриває зв'язок Сузанни з Землею, і вона помирає на руках у Сатрії після того, як вони скорботно прощаються. Проте невдовзі Сатрія дізнається, що його рана смертельна. Він помирає і возз'єднується з дружиною в потойбічному світі.

## Акторський склад
- Луна Майя — Сюзанна
- Герджунот Алі — Сатрія
- Теуку Ріфну Вікана — Умар
- Верді Солайман — Йонал
- Кікі Нарендра — Джіно
- Алекс Аббад — Дудун
- Асрі Велас — Мія
- Опі Куміс — Пак Роджалі
- Енс Багус — Тохір
- Норман Р. Акьювен — Мбах Туру
- Кліфт Сангра — Пака Бекті

## Нагороди
| Нагорода                                       | Дата церемонії    | Категорія                        | Одержувач(і)                                   | Результат | Посилання   |
| ---------------------------------------------- | ----------------- | -------------------------------- | ---------------------------------------------- | --------- | ----------- |
| Бандунгський кінофестиваль                     | 22 листопада 2019 | Найкращий фільм                  | Сюзанна: Похована заживо                       | Номінація | [ 2 ] [ 3 ] |
| Бандунгський кінофестиваль                     | 22 листопада 2019 | Найкраща жіноча роль             | Луна Майя                                      | Перемога  | [ 2 ] [ 3 ] |
| Бандунгський кінофестиваль                     | 22 листопада 2019 | Найкраща оригінальна музика      | Андіка Тріяді                                  | Перемога  | [ 2 ] [ 3 ] |
| Бандунгський кінофестиваль                     | 22 листопада 2019 | Найкраща художня постановка      | Томмі Д. Сетанто, Ріко Марпаунг                | Номінація | [ 2 ] [ 3 ] |
| Бандунгський кінофестиваль                     | 22 листопада 2019 | Найкращий монтаж                 | Састга Суну                                    | Номінація | [ 2 ] [ 3 ] |
| Індонезійська кінопремія за найкасовіші фільми | 5 квітня 2019     | Найкраща жіноча роль             | Луна Майя                                      | Номінація | [ 4 ] [ 5 ] |
| Індонезійська кінопремія за найкасовіші фільми | 5 квітня 2019     | Найкращий актор другого плану    | Верді Солайман                                 | Номінація | [ 4 ] [ 5 ] |
| Індонезійська кінопремія за найкасовіші фільми | 5 квітня 2019     | Найкращий акторський ансамбль    | Сюзанна: Похована заживо                       | Номінація | [ 4 ] [ 5 ] |
| Індонезійська кінопремія за найкасовіші фільми | 5 квітня 2019     | Найкращий кінопостер             | Сюзанна: Похована заживо                       | Перемога  | [ 4 ] [ 5 ] |
| Індонезійська кінопремія за найкасовіші фільми | 5 квітня 2019     | Найкращий кінотрейлер            | Сюзанна: Похована заживо                       | Номінація | [ 4 ] [ 5 ] |
| Індонезійська кінопремія за найкасовіші фільми | 5 квітня 2019     | Найкращий оригінальний саундтрек | Віна Пандувіната (Selamat Malam)               | Номінація | [ 4 ] [ 5 ] |
| Індонезійська премія кіноакторів               | 14 березня 2019   | Найкраща жіноча роль             | Луна Майя                                      | Номінація | [ 6 ] [ 7 ] |
| Індонезійська премія кіноакторів               | 14 березня 2019   | Найкращий актор другого плану    | Теуку Ріфну Вікана                             | Номінація | [ 6 ] [ 7 ] |
| Індонезійська премія кіноакторів               | 14 березня 2019   | Найкращий ансамбль               | Сюзанна: Похована заживо                       | Номінація | [ 6 ] [ 7 ] |
| Індонезійська премія кіноакторів               | 14 березня 2019   | Улюблена актриса                 | Луна Майя                                      | Перемога  | [ 6 ] [ 7 ] |
| Індонезійська премія кіноакторів               | 14 березня 2019   | Улюблений актор другого плану    | Теуку Ріфну Вікана                             | Номінація | [ 6 ] [ 7 ] |
| Премія Майя                                    | 19 січня 2019     | Найкраща жіноча роль             | Луна Майя                                      | Перемога  | [ 8 ] [ 9 ] |
| Премія Майя                                    | 19 січня 2019     | Найкращий актор другого плану    | Верді Солайман                                 | Номінація | [ 8 ] [ 9 ] |
| Премія Майя                                    | 19 січня 2019     | Найкраща художня постановка      | Томмі Д. Сетанто, Ріко Марпаунг                | Номінація | [ 8 ] [ 9 ] |
| Премія Майя                                    | 19 січня 2019     | Найкраще звукове оформлення      | Хікмаван Сантоса, Мадун, Анхар Моха та Сухаді  | Номінація | [ 8 ] [ 9 ] |
| Премія Майя                                    | 19 січня 2019     | Найкращий грим і зачіски         | Аді Вахоно, Петро Горшенін та Тетяна Мелкомова | Перемога  | [ 8 ] [ 9 ] |
| Премія Майя                                    | 19 січня 2019     | Найкращі спецефекти              | Сюзанна: Похована заживо                       | Номінація | [ 8 ] [ 9 ] |
| Премія Майя                                    | 19 січня 2019     | Найкращий дизайн костюмів        | Сюзанна: Похована заживо                       | Номінація | [ 8 ] [ 9 ] |
| Премія Майя                                    | 19 січня 2019     | Найкращий плакат                 | Сюзанна: Похована заживо                       | Номінація | [ 8 ] [ 9 ] |